# Giecz
Giecz [ɡʲɛt͡ʂ] là một ngôi làng thuộc khu hành chính của Gmina Dominowo, thuộc quận Środa Wielkopolska, Greater Ba Lan Voivodeship, ở phía tây trung tâm Ba Lan. Nó cách Dominowo khoảng 5 kilômét (3 mi) về phía bắc, cách Środa Wielkopolska 12 km (7 mi) về phía đông bắc và cách thủ phủ khu vực Poznan 33 km (21 mi) về phía đông. Ngôi làng có dân số 140 người.
Giecz đã từng là một trong những trung tâm chính của quốc gia Ba Lan vào đầu thời Trung cổ, cùng với Poznań và Gniezno. Vào đầu thế kỷ thứ 9, một khu bảo tồn nhỏ được xây dựng trên một gò đất trên một bán đảo trên hồ Giecz; được củng cố bằng một tòa nhà và công trình đất. Kể từ năm 940, đây là một trong những thành trì quan trọng của triều đại Piast đầu tiên. Vào năm 1038 trong một cuộc chiến tranh với người Bohemia, nơi này đã bị Bretislaus I chiếm giữ, người đã cướp phá khu định cư gần đó và bán cư dân của mình thành nô lệ. Nơi này nhanh chóng phục hồi và đến thế kỷ 13 là một trung tâm hành chính, thương mại và giao dịch ở khu vực Greater Ba Lan. Vào khoảng thời gian đó, việc giải quyết nhận một điều lệ thị trấn và trở thành khu vực hành chính của một castellany. Tuy nhiên, vào năm 1331, nó đã bị cháy rụi, không bao giờ phục hồi được.

## Phát hiện khảo cổ học

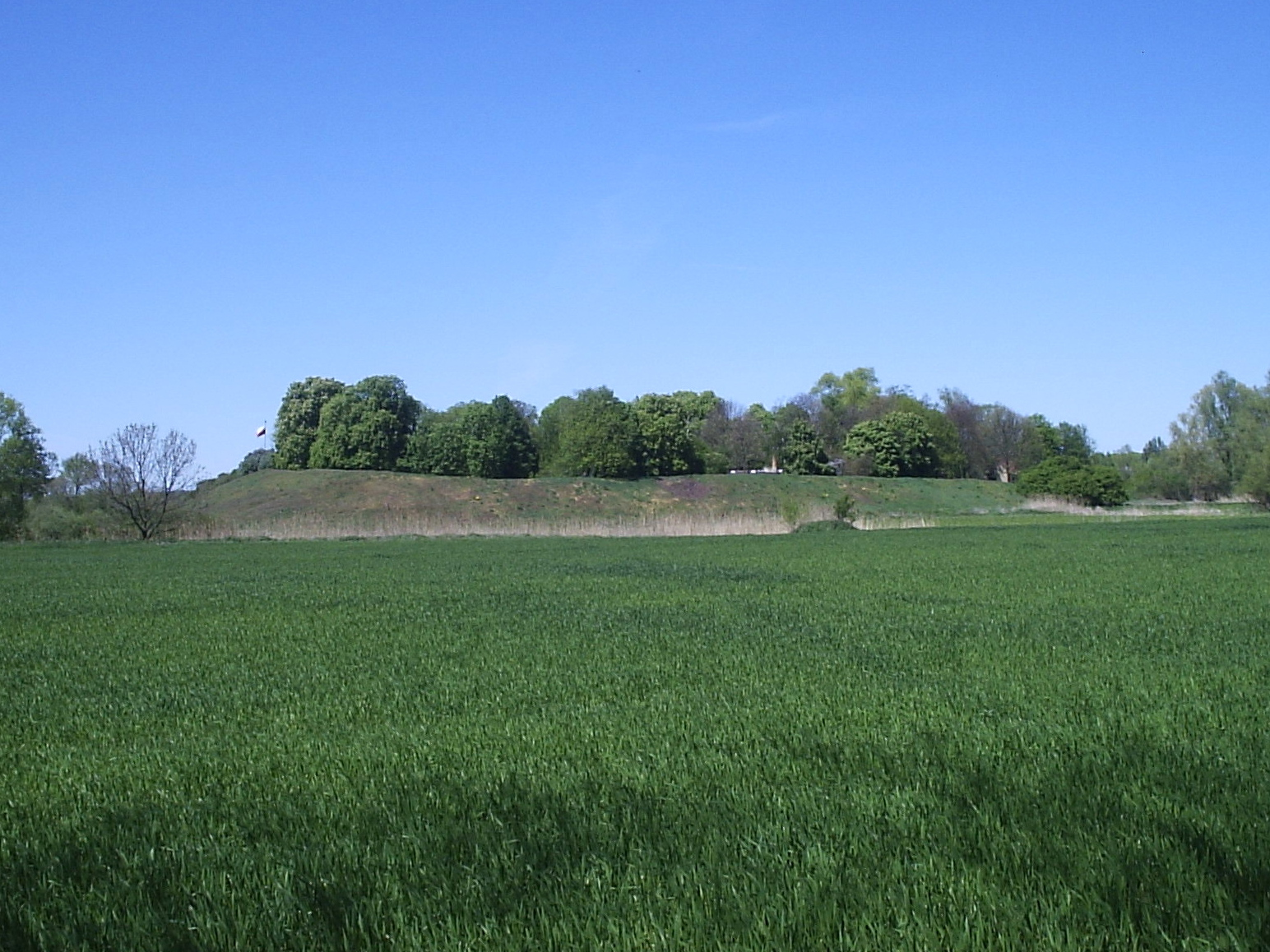
Gò đất ở Giecz, nơi có pháo đài triều đại Piast thế kỷ thứ 10 quan trọng

Sau năm 1945, các nhà khảo cổ đã phát hiện ra tàn dư của một pallatium, một nhà tròn tiền La Mã, những bức tường đá, một cung điện từ thế kỷ 13 và một số địa điểm khai thác quặng sắt nguyên thủy. 
mã: lat được thăng cấp thành mã: la
Hiện tại, Giecz là nơi khai quật đang diễn ra. Có hai giai đoạn cư trú đang được khai quật tại cùng một vị trí. Đầu tiên là một nghĩa trang có từ thế kỷ 10-11. Thứ hai, nằm ngay bên dưới nghĩa trang, là một khu định cư trước đó. Các tính năng của khu định cư này bao gồm các cấu trúc đất mở, lò sưởi, hố lưu trữ và các lớp văn hóa phong phú. Tài trợ cho các cuộc khai quật này được cung cấp bởi Quỹ Slavia và Bảo tàng Piasts đầu tiên, Lednica.